# Martin Kohlbauer
Martin Kohlbauer (* 1. Juli 1956 in Wien) ist ein österreichischer Architekt.

## Leben

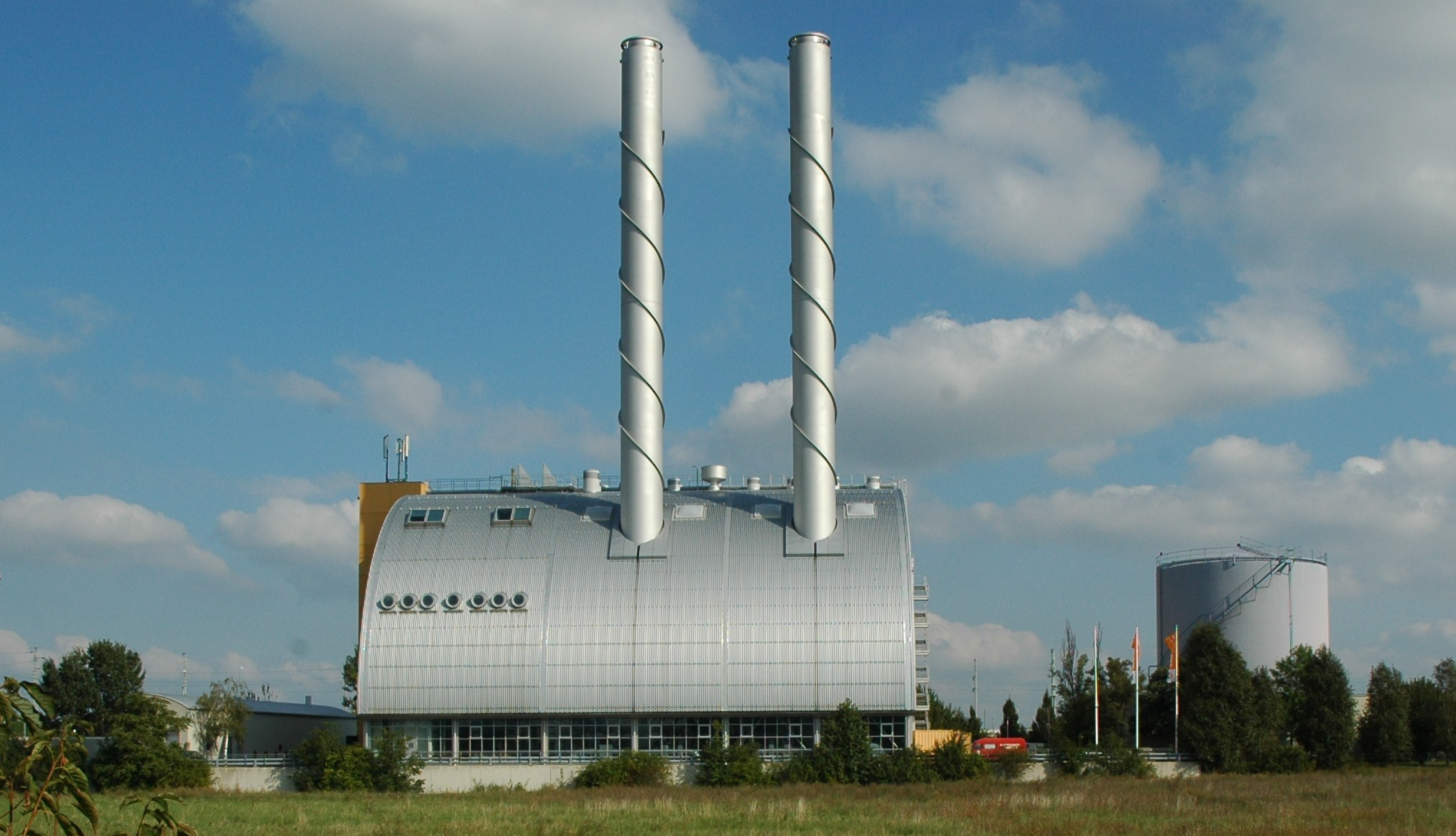
Fernheizwerk Wien-Süd. Größtes österreichisches fossil befeuertes Heizwerk mit ausgeprägter Fassadenkonstruktion

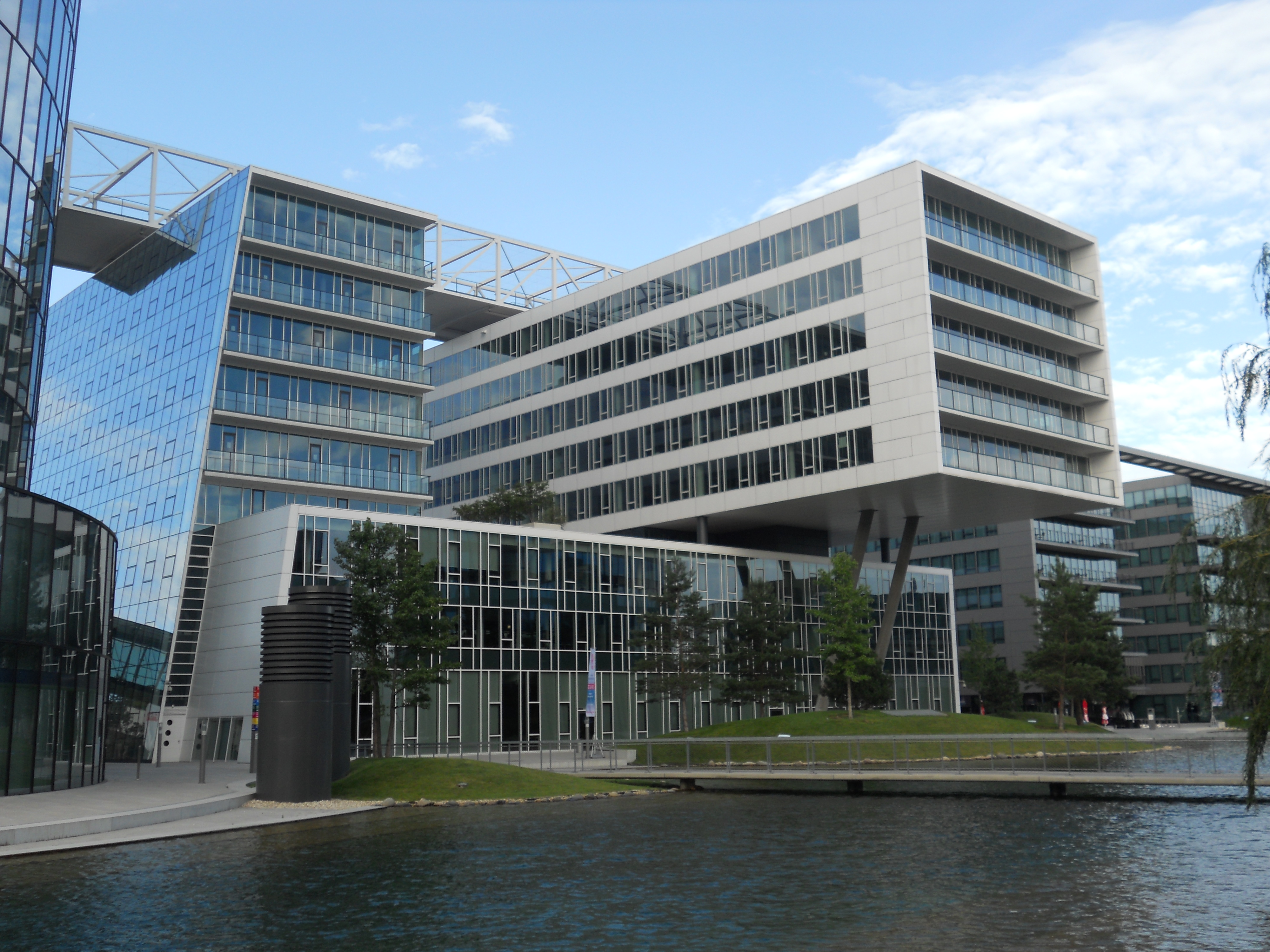
Das Gebäude „Plus Zwei“ im Büropark Viertel Zwei

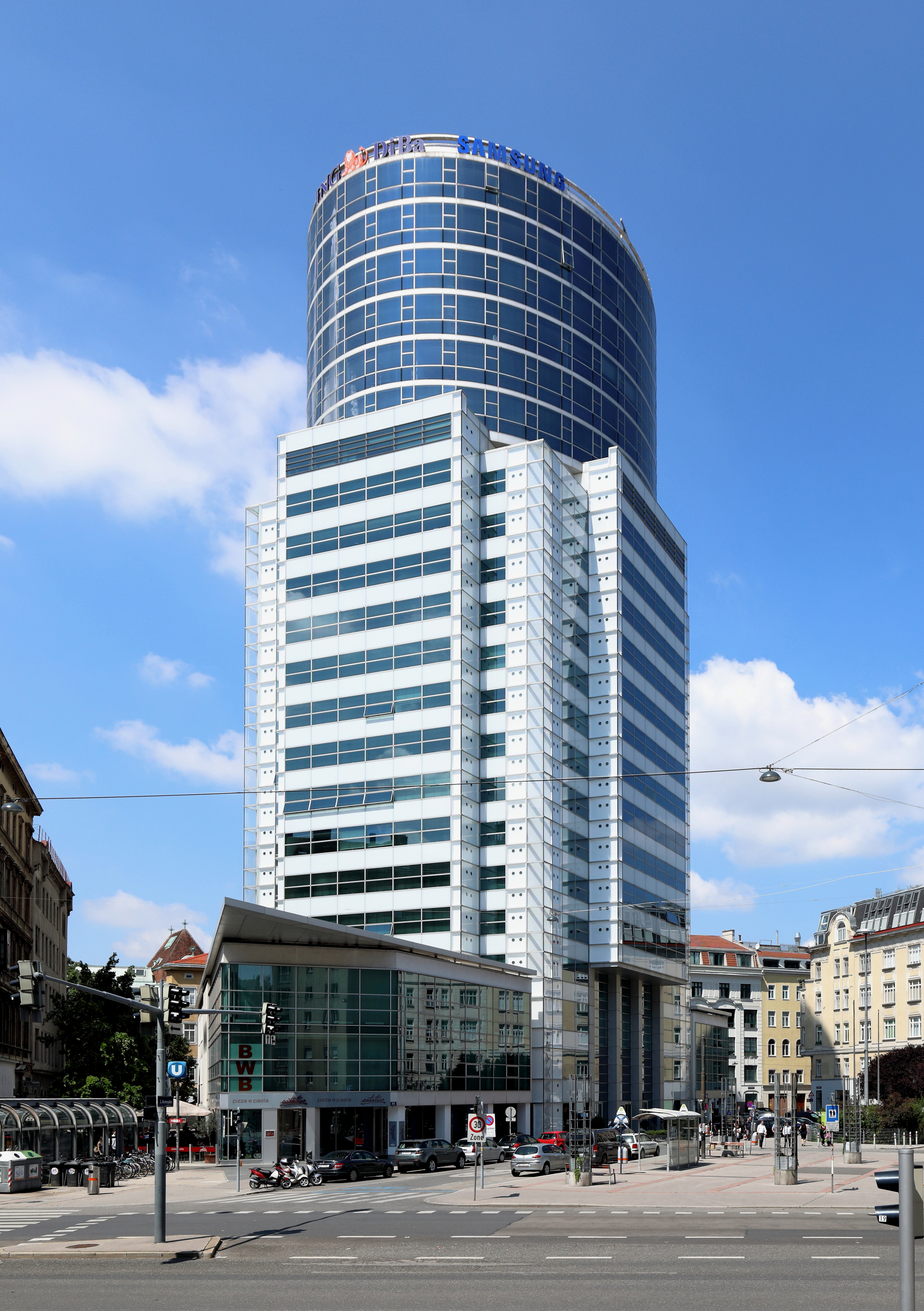
Generalsanierung, neue Fassade und Aufstockung des Galaxy Tower (2001/2002)

Von 1974 bis 1981 studierte Kohlbauer Architektur an der Akademie der bildenden Künste in Wien (Meisterschule Gustav Peichl). 1980 hatte er eine Einzelausstellung in der Zentralvereinigung der Architekten. Von 1984 bis 1996 war er Lehrbeauftragter an der Akademie der Bildenden Künste. Von 1998 bis 2001 war er Lehrbeauftragter an der BOKU Wien am Institut für konstruktiven Ingenieurbau.
Von 1986 bis 1992 war er Projektleiter für die Kunst- und Ausstellungshalle der Bundesrepublik Deutschland in Bonn bei Gustav Peichl.
Seit 1991 arbeitet er als freischaffender Architekt (staatlich befugter Ziviltechniker) mit eigenem Büro in Wien. Er ist mit Gabriele Kohlbauer-Fritz verheiratet und hat zwei Söhne; einer dieser Söhne hat den Familiennamen seiner Frau angenommen und heißt jetzt Leo Lugner.

## Werk
Das 1996 fertiggestellte Fernheizwerk Wien-Süd war einer seiner ersten Erfolge.
Ein sehr bekanntes Gebäude, das von Kohlbauer mitgeplant wurde, ist die „Erzherzog-Karl-Stadt“, eine Wohnhausanlage in Wien-Donaustadt, die 2.200 Wohnungen beherbergt. Sie wurde 1997 fertiggestellt und von Kohlbauer und Gustav Peichl geplant.
Der 2002 fertiggestellte „Galaxy Tower“ in der Wiener Praterstraße, bei dem Kohlbauer für die Generalsanierung und Aufstockung verantwortlich war, gilt als internationales Vorzeigeprojekt.
Ebenfalls von Kohlbauer stammt der „Der Adler und die Ameise“ genannte Bürokomplex gegenüber den Wiener Gasometern
sowie das Sophienspital im 7. Wiener Gemeindebezirk.
Außerhalb Wiens machte Kohlbauer vor allem sein Projekt zum Umbau des Thermalbads in Bad Hofgastein und das Skizentrum Angertal bekannt.
In Bruchsal wurde 2005 nach einem Konzept von Kohlbauer der SEW-Hauptsitz um einen Eingangskegel, Motion Cube (SEW-Museum), Drive Academie (Schulungscenter), Betriebsrestaurant und Bürogebäude erweitert.
Die zwei Gebäudekomplexe der neuen Wiener OMV-Zentrale „Hoch Zwei“ und „Plus Zwei“ in der Leopoldstadt im „Viertel Zwei“ (Ecke Trabrennstraße / Vorgartenstraße), in die die etwa 1.500 OMV-Mitarbeiter im Februar 2009 eingezogen sind, stammen von den Architekten: Henke/Schreieck (Hoch Zwei) und Martin Kohlbauer (Plus Zwei).
Vom deutschen Art Directors Club wurde er 2006 für das Konzept der Wiener Staatsvertrags-Schau „Das neue Österreich“ im Schloss Belvedere (gemeinsam mit der Berliner Agentur ART+COM und Wolfgang Luser) ausgezeichnet.
Von der Öffentlichkeit verstärkt wahrgenommen wurde im Jahr 2005 seine vierzig Meter lange Installation für das Jüdische Museum Wien, bei der eine Zeitlinie chronologisch die Geschehnisse der Reichspogromnacht in Wien auflistet.
2013 fungierte er als Juryvorsitzender im Rahmen der öffentlichen Ausschreibung für das Denkmal für die Verfolgten der NS-Militärjustiz am Wiener Ballhausplatz. Die Jury entschied sich für das Projekt des deutschen Konzeptkünstlers Olaf Nicolai, das Denkmal wurde am 24. Oktober 2014 von Bundespräsident Heinz Fischer der Öffentlichkeit übergeben.

## Bauten
- 2021 Bildungscampus Aron Menczer
- 2021 Wohn- und Bürogebäude Korso
- 2021 Tribünen 2 + 3, Revitalisierung der denkmalgeschützten Tribünen zu Bürogebäuden
- 2020 Rudolfinerhaus Privatklinik
- 2020 Wohnbau und Studentenheim Schlechtastraße
- 2018 Wohnbau Hörbiger-Gründe
- 2018 Wohnhochhaus Panorama3
- 2017 Wohnbau Grüne Mitte Linz
- 2017 Wohnbau Zieglergasse 69
- 2016 Bürogebäude Maria-Theresien-Straße 11
- 2013 Pratergarage und Bürohaus
- 2013 Kindergarten im Stadtpark
- 2012 Dachausbau Leopoldgasse 22
- 2012 Bürogebäude AGES
- 2012 Bürogebäude Hintere Zollamtstraße 2b und 4
- 2011 Bürogebäude Prinz-Eugen-Straße 8–10
- 2011 Postareal am Westbahnhof
- 2011 Bildungszentrum Simmering
- 2009 Bürogebäude Biz Zwei, Krieau, Viertel Zwei
- 2009 Wohnquartier Elite von Mariahilf
- 2009 Bürogebäude Plus Zwei, Krieau, Viertel Zwei
- 2008 Büro- und Geschäftshaus Schwarzenbergplatz 5
- 2007 Wohnbau Thürnlhofstraße
- 2004 Wohnbau Viktoriagasse
- 2005 Generalbebauung SEW-Headquarters Bruchsal
- 2005 Atrium Belgrade Offices
- 2004 Alpentherme Gastein
- 2003 Volksschule und Kindertagesheim Vorgartenstraße
- 2003 Hauptschule Zwentendorf
- 2003 Wohnhof Fuchsenfeld
- 2002 Skizentrum Angertal
- 2002 Bürohochhaus Galaxy 21
- 2001 Bürogebäude „der adler und die ameise“
- 1999 SEW-Eurodrive Montagewerk
- 1999 Wohnbau Donaufeld
- 1999 Schule Prandaugasse
- 1999 Neubau im Sozialmedizinischen Zentrum Sophienspital (2022 abgerissen)
- 1998 Raiffeisenlandesbank NÖ-Wien Entree Bürohochhaus und Zweiganstalt
- 1997 Wohnbau Erzherzog-Karl-Stadt
- 1997 Wohnhof Dieselgasse
- 1996 Fernwärmewerk Wien-Süd
- 1992 Schule Eibengasse

## Auszeichnungen
- 1978 Füger-Medaille
- 1981 Dr. Baravalle-Preis
- 1997 Loos-Medaille und ORF-Publikumspreis des Landesstudios Wien, HS Eibengasse
- 1997 Österreichischer Bauherrenpreis für das Heizkraftwerk Wien-Süd der Fernwärme Wien
- 1997 European Steel Design Award für das Heizkraftwerk Wien-Süd
- 1998 Auszeichnung für vorbildliches Bauen in Niederösterreich
- 2006 Nominierung Staatspreis Consulting
- 2006 Communication Design Award gold
- 2008 DIVA Award Viertel Zwei mit Hoch Zwei und Plus Zwei